# Етимологія
Етимоло́гія (від грец. ἔτυμον «правда», «істина» і грец. -λόγος — «слово, наука») — розділ лінгвістики, розділ порівняльно-історичного мовознавства, який вивчає походження слів мови; сукупність методик дослідження, спрямованих на з'ясування походження слова, а також сам результат цього з'ясування.
Тобто у сучасній мовознавчій практиці цей термін має принаймні три значення: розділ мовознавства, що вивчає походження слів; походження (щодо словесного знаку) та встановлення; науково-дослідну процедуру, спрямовану на розкриття походження слова, а також сам результат цієї процедури.
Завдяки давнім текстам, порівнянню слів зі словами з інших мов етимологія відновлює історію слів: як вони виникли у мові, первинне (істинне) значення, їхнє джерело та зміну їхнього значення.

## Історія
Термін виник у давньогрецькій філософії (від грец. etymon — істина та logos — слово, вчення), а у науковий обіг його запровадили стоїки — представники філософської грецької школи (IV ст. до н. е. — II ст. н. е.).
Історія значень слів тісно пов'язана з історією народу, тому етимологічні дослідження набувають першорядного значення при вирішенні важливих історичних, етнографічних, етногенетичних тощо питань. Внаслідок етимологічних досліджень про значення слів на давніх етапах мовного розвитку одержують висновки про конкретні уявлення про життя і мислення носіїв мови в доісторичні часи, від яких не збереглося писемних пам'яток.
Історія певних слів та дані споріднених мов наводяться у спеціальних етимологічних словниках. Звертання до етимологічних словників розширює й поглиблює знання в галузі лінгвістики, у сфері історії, географії, літератури, культури. Лексикологія, наприклад, вивчає семантику слів, визначає первинність значень і встановлює послідовність їх розвитку. Розібратися в складних семантичних зміщеннях, які відбуваються в словах за історичного розвитку, без етимологічної інформації часто просто неможливо.
Розглядаючи явища народної етимології, дуже важливо визначити, яким чином відбувається осмислення слова.
Етимологічні розвідки є ефективним засобом заохочення дитини до пізнання навколишнього світу на ранній стадії розвитку. Визначення походження та дослідження історії звичних слів та архаїзмів, діалектизмів, топонімів, антропонімів, етнонімів, спеціальних термінів стимулює інтерес підростаючого покоління до культурних традицій народу. Етимології належить також важлива роль у вивченні та викладанні рідної та іноземних мов. Дослідження будь-якої мови обов'язково потребує звернення до етимологічних даних. Мовознавчі розділи — фонетика, лексикологія, морфологія, фразеологія так чи інакше застосовують результати етимології.

## Методи
В етимології застосовують ряд методів для вивчення походження слів, деякі з яких є:
- порівняльно-історичний метод, основою якого є реконструкція (відтворення) звукових форм і значень, спільних для зіставних слів і морфем як декількох мов (зовнішня), так і однієї мови (внутрішня реконструкція)[9].
- дослідження семантичних змін.

## Псевдоетимологія
Значного поширення набула псевдоетимологія, у якій навмисно чи ненавмисно припускають зв'язок між неспорідненими словами, спираючись на зовнішню звукову подібність слів з різним семантичним значенням, на хибне морфологічне членування слова, на його семантичне переосмислення.